# Cyrtogramme nymphaeata
Cyrtogramme nymphaeata is een vlinder uit de familie van de grasmotten (Crambidae). De wetenschappelijke naam is gepubliceerd in 1758 door Linnaeus in de tiende editie van Systema naturae.